# Rachelle Lefevre
Rachelle Lefevre, född 1 februari 1979 i Montréal, är en kanadensisk skådespelare. Hon spelade Victoria i Twilight och i The Twilight Saga: New Moon.
Hon blev ersatt av Bryce Dallas Howard i rollen som Victoria i The Twilight Saga: Eclipse, uppföljaren till de två föregående. Några år senare spelade hon Julia Shumway i TV-serien Under The Dome, en av huvudrollerna.

## Filmografi i urval
- 1999 – Legenden om Sleepy Hollow
- 2002 – Confessions of a Dangerous Mind
- 2007 – How I Met Your Mother (TV-serie)
- 2007 – CSI: New York (TV-serie)
- 2008 – Twilight
- 2009 – The Twilight Saga: New Moon
- 2011 – The Caller
- 2013 – Under the Dome (TV-serie)
- 2014 – Reclaim
- 2020 – The Sounds (TV-serie)
- 2022 – The Secrets of Bella Vista  (TV-film)